# Srí Lanka történelme
Srí Lanka történelme része az indiai szubkontinens tágabb történetének és évezredekre nyúlik vissza.

## Őstörténet
Az ember a becslések szerint kb. 60 ezer évvel ezelőtt érkezett Afrikából Dél-Ázsiába. Körülbelül Kr. e. 5000-ig még szárazföldi, természetes híd volt az indiai-félsziget és Srí Lanka mai szigete között, így az emberek szabadon ide-oda vándorolhattak. 
A Srí Lanka-i emberi letelepedés legrégebbi bizonyítéka körülbelül 28 000 évvel ezelőttre nyúlik vissza, de vannak régebbre visszanyúló kőszerszám felfedezések is, amelyeket kb. 42 ezer évesre datáltak.
Leggyakrabban a mondák és legendák szolgálnak információforrásként a sziget eredeti, bennszülött lakosságáról. A Ramayana hindu eposz egyes részei Srí Lankán játszódnak. Azonban a Mahábhárata és a Mahavamsza  a fő források. Ezen írások szerint a nagák és a jakkák alkotják Srí Lanka bennszülött lakosságát. A dravidák és indoárják valószínűleg csak a Kr.e. első évezredben érkeztek Srí Lankára. 
Az úgynevezett jakkák, a veddák leszármazottai ma is Srí Lankán élnek. Eredeti élőhelyüket elpusztították a dzsungel kiirtásával és mezőgazdasági területté alakításával. Olyan falvakba helyezték át őket, ahol a szingalézekkel és tamilokkal keveredtek. Ma már csak kevesen élnek teljesen a hagyományaik szerint és a kihalás veszélye fenyegeti őket. Az asszimiláció miatt belátható időn belül elveszítik önálló kultúrájukat és nyelvüket.

## Indoárja bevándorlás
Kr.e. 500 körül indiai telepesek (az indoárjákhoz tartozók), a későbbi szingalézek érkeztek Srí Lankára. Az indoárja bevándorlók Sziṃha Vaṃszának nevezték magukat (szanszkrit vagy páli nyelven: Sziṃha = „oroszlán”, Vaṃsza = „törzs, származás”). Ezért lett az oroszlán a szingalézek nemzeti jelképe. 
Vijaya (Kr. e. 543–504) a szingalézek mitikus törzsapja és Srí Lanka első királya volt. Állítólag a Kr. e. 6. században élt. Kíséretével az északkelet-indiai Vanga Királyságból Srí Lankára száműzték. A nyelvtörténeti tények azonban arra utalnak, hogy az első indoárja telepesek Északnyugat-Indiából érkeztek.

## A tamilok
Tudjuk, hogy a szingalézek Észak-Indiából, az első szingaléz királlyal, Vijaya herceggel érkeztek. 
A srí lankai tamilokra a különböző elméletek a következők:
- A tamilok később érkeztek, a Csola-dinasztia indiai invázióival a 300-as években.
- Még később, a 800-as években, a Pandya Birodalom indiai invázióival érkeztek.
- A tamilok mindig is az indiai kontinens déli részén éltek, és Srí Lanka területe Vijaya herceg érkezése előtt teljes egészében tamil volt.

## A buddhizmus megjelenése
A Kr.e. 3. században Mahinda és nővére, Szangamittá, akiket apjuk, Asóka mauriai császár Srí Lankára küldött, a théraváda hagyomány formájában bevezették a buddhizmust. A Mihintale, az egyik első buddhista kolostor a Missaka-hegyen épült, körülbelül hét kilométerre Anuradhapurától. A buddhizmus az Anuradhapurai Királyság államvallása lett.

## A késő ókor és a középkor
Az ókori görögöktől átvéve Európában a középkorig a sziget Taprobana néven volt ismert. Már korán megindult a kereskedelmi és kulturális kapcsolat a Római Birodalommal és Kínával. 
A Selyemút a Srí Lanka-i királyságok fontos kereskedelmi útvonalává vált. Fa-hszien kínai zarándok szerzetes is ezen keresztül jutott el i.sz. 414 körül. a szigetre.
Kezdetben Anuradhapura a szingaléz királyság fővárosa volt, majd a főváros többször változott, többek között Polonnaruwa és Sigiriya is az volt. 
A középkorban a tamil királyság fővárosa Jaffna volt.
Ezek a királyságok folyamatosan nyomás alatt voltak a szomszédos Dél-India részéről. Az indiai Csola-dinasztia uralta az egész szigetet a 11. században. Az ezt követő időszakban több regionális (szingaléz és tamil) királyság alakult ki. A legfontosabb Kotte királysága (ma Sri Jayewardenepura) volt.

### Konfliktusok a Kínai Birodalommal
1284-ben a Jüan Birodalom idején Kublaj kán vezetésével expedíció érkezett Srí Lankára, hogy megszerezze Buddha fogereklyéjét, de sikertelenül tért vissza Kínába.
Később, 1410/1411-ben konfliktus alakult ki a Ming-dinasztia és a Kotte-i Királyság között a kalózkodás miatt, majd ismét a fogereklye miatt. Cseng He kínai admirális szakított 2000-el Mann belépett Kotte fővárosába, elfogta Vira Alakesvara akkori uralkodó királyt, és Kínába hozta. A királyt később szabadon engedték, de a tekintélyvesztés miatt elvesztette hatalmát. 1414 körül egy kínai delegáció ismét Kotte-ba érkezett, hogy segítsen hatalomra jutni a kínaiak által kedvelt új királynak, aki a Ming-dinasztia érdekeit képviselné a stratégiailag fontos kereskedelmi központban. Időközben azonban IV. Parakramabahu leendő király egyesítette szinte az egész szigetet, és 1415-ben maga is elfoglalhatta Kotte trónját, és kiűzte a kínaiakat. 

## Gyarmati korszak
Az újkorban az ország részben elvesztette függetlenségét, megérkeztek az európai gyarmati hatalmak, amelyek azonban csak a tengerparti síkságokat uralták; Kandy Királysága kezdetben még tovább élt. 
Portugália először 1518-ban hódította meg a sziget part menti régióit. Miután Colombo már két évvel korábban holland lett, 1658-ban a sziget fennmaradó portugál része is a Holland Kelet-Indiai Társaság kezébe került.
1796-ban megkezdődött a brit uralom Ceylon felett, és 1803-ban koronagyarmat státuszt kapott.
Kandy királyságának 1815-ös meghódítása után az utolsó Srí Lanka-i királyt, Vikrama Rajasinhát letartóztatták és Indiába hurcolták, és ezután számos lázadást levertek, végül az egész sziget brit fennhatóság alá került. 
Az infrastruktúrát bővítették, és elősegítették a kávé ültetvényeken történő termesztését. 1840-től kezdődően indiai tamilokat toboroztak a hegyvidéki ültetvényekre. 1860-tól kezdődően teaültetvények váltották fel a kávétermesztést. 
Az első nemzeti mozgalmak az első világháború idején alakultak ki. Az 1917-ben alapított Ceyloni Reformliga két évvel később egyesült a Ceyloni Nemzeti Kongresszussal. Ez a nemzeti mozgalom  azonban a szingalézek és tamilok közötti viták miatt felbomlott. 

## A független Srí Lanka
1947 júniusában Ceylon brit domíniumot kapott. Végül 1948 februárjában a Brit Nemzetközösségen belül függetlenné vál. A ceyloni parlament kétkamarás rendszere a Ceyloni Szenátusból, mint felsőházból és a Képviselőházból, mint alsóházból állt. Amikor 1948-ban kivívták a függetlenséget, megerősítették a nők választójogát . 
1972. május 22-én Ceylon „Sri Lanka” néven köztársasággá vált.

## A tamil-szingaléz polgárháború
1983-ban, egy hosszan dúló etnikai konfliktus után, Srí Lankán kitört a polgárháború, amelyben az északkeleti régiók tamil szeparatistái harcoltak a függetlenségükért. A legfontosabb csoport a Tamil Eelam Felszabadító Tigrisei (LTTE) volt, amelynek célja Tamil Eelam független állama volt. A polgárháború csak több mint 25 év után ért véget, 2009-ben, a Srí Lanka-i kormányerők teljes katonai győzelmével.

## 21. század
2019. április 21-én, húsvétvasárnap, iszlamista szélsőségesek kilenc helyszínen követtek el robbantásos merényleteket, a halottak és a sérültek száma több száz volt.
2005 és 2015 között Mahinda Rajapaksa volt az ország elnöke, aki autoriter rendszerben irányította az országot. 2019-ben a testvérét, Gotabaya Rajapaksát választották meg elnöknek, míg Mahinda a miniszterelnök lett. A testvérek alatt Srí Lanka gazdasága 2022-ben összeomlott. A népi tüntetések és tiltakozások az elnöki ház 2022. július 9-i megrohanásával és ostromával tetőztek, aminek eredményeként Gotabaya Rajapaksa elnök Szingapúrba menekült, majd később hivatalosan is bejelentette a lemondását. A tüntetők ostrom alá vették és megrohamozták a miniszterelnök házát is és felgyújtották.
2022 nyarán Ranil Wickremesinghe lett Srí Lanka új elnöke. Különféle gazdasági reformokat hajtott végre Srí Lanka gazdaságának stabilizálása érdekében, amely enyhe javulást mutatott.